# Султан Ахмед-хан Аварский
 Султан Ахмед-хан Аварский — кумыкский государственный деятель и аварский хан. Параульский бий (князь) до 1800 года, аварский хан с 1801 по 1823. Принадлежал к роду мехтулинских ханов, но после пресечения аварского ханского рода по мужской линии, женившись на вдове умершего правителя, принял титул аварского хана. На первом этапе являлся союзником Российской империи и имел чин генерал-лейтенанта, но позднее стал непримиримым врагом русской власти и встал во главе антирусского восстания в Дагестане в 1818—1819 годах.

## Биография
По происхождению кумык. Родом из кумыкского селения Нижний Дженгутай.
Султан-Ахмад хан до 1800 года был беком в Парауле.
В 1801 году со смертью аварского владетеля Умма-хана и пресечением мужской линии тамошних владетелей Султан-Ахмед, будучи женатым на дочери Умма-хана Паху-бике был призван аварцами на ханство в Хунзахе. С того времени он носил титул «Хана Аварского». После смерти Умма-хана остались две жены: первая – Кистаман (мать Паху-бике) и вторая – Гихили-бике, которая, по принятии Султан-Ахмедом Аварии, также сочеталась с ним браком. В 1803 году он принял присягу на подданство России, в 1807 году ему пожалован был чин генерал-майора. Султан-Ахмед умер в 1826 году.
Султан-Ахмед стал героем кавказской повести Бестужева-Марлинского «Аммалат-Бек».

## Потомство
Султан-Ахмед Хан имел от Паху-бике сыновей: Абу-Султана-нуцала (в документах значится Нуцал-ханом), Умма-хана и Болача, и дочь Солтанат-бике, которая стала супругой Абу-Муслима Тарковского. Старший сын его Нуцал-хан в 1831 году по ходатайству матери Паху-бике стал владетелем Аварии, получил всемилостивейшую грамоту, на утверждение его ханом Аварским. Однако восставшие горцы во главе с Гамзат-беком, в 1834 году умертвили Нуцал-хана и двух его братьев. После Нуцал-хана осталась беременною жена его Хайбат (дочь Мехти-Шамхала-Тарковского), от которой родился сын, названный по имени деда своего Султан-Ахмедом и предназначенный правительством наследником аварского дома.
Султан-Ахмед-хан, малолетний наследник Аварского ханства, умер 1843 году в пажеском корпусе в Петербурге. У Нуцал-хана был сын Мирза-бек от простой узденки. Он умер от раны, полученной в боях против имама Шамиля в 1854 году в чине капитана, оставив после себя одного сына Сурхая, жившего с матерью в Нижнем Дженгутае. В потомстве у Сурхая был, по некоторым сведениям, сын Фатали.
Последним представителем ветви Султан-Ахмат-хана Мехтулинских ханов, скорее всего, был поручик Бек Шанаваз Патали оглы Мехтулинский, родившийся в 1882 году, младший офицер в 30-й сотне, в 1905 награждён орденом Святой Анны 4 степени с надписью «За храбрость». Князь Мехтулинский Шах-Наваз Патали оглы был расстрелян архангельским ЧК 15 апреля 1921 года в Архангельском концлагере вместе с другими офицерами Врангелевской армии.